# 大久保圭
大久保圭（日语：大久保 圭），日本女性漫畫家，已婚。出身北海道，現居東京都。代表作《阿爾蒂》。

## 經歷
2011年，以鳴海圭名義於《Fellows！》18號上刊載短篇「Hammer Hammer」出道。2012年開始使用「大久保圭」這個筆名。2013年，於《月刊COMIC ZENON》上刊載短篇「工房的乙女」。同年底，首部長篇作品《阿爾蒂》開始在《月刊COMIC ZENON》12月號進行連載。
2015年11月，《阿爾蒂》獲得「第2屆 下一部漫畫大獎」漫畫部門的提名。

## 作品列表
連載
- 阿爾蒂（North Stars Pictures（日语：コアミックス）《月刊COMIC ZENON（日语：月刊コミックゼノン）》12號－連載中，已出版13冊／截至2020年4月）尖端出版

短篇
- Hammer Hammer（enterbrain《Fellows！》2011年18號） ※鳴海圭名義。
- 龍之國的新娘 （enterbrain《Fellows！(Q) 2011 AUTUMN "Quiet"》2011年 ISBN 978-4047276284） ※鳴海圭名義。
- 大砲屋浮士德（史克威爾艾尼克斯《YOUNG GANGAN》2013年2號）
- 工房的乙女（North Stars Pictures《月刊COMIC ZENON》2013年3月號）

## 外部連結
- （日語）－大久保圭的官方個人部落格。
- 大久保圭的X（前Twitter） （日語）